# Iákovos Pappás
Pour les articles homonymes, voir Pappas.
Iákovos Pappás (grec moderne : Ιάκωβος Παππάς) est un musicien spécialisé dans la musique baroque, né à Athènes (Grèce) en 1964.

## Biographie
Il a suivi les cours de clavecin d’Anne-Marie Paillard Beckensteiner et de Bob van Asperen. Sa prédilection pour la musique vocale l’incite à s’intéresser à la rhétorique et à la déclamation, voies irremplaçables pour appréhender comme il se doit les œuvres des XVIIe et XVIIIe siècles. Ses recherches aboutissent à une théorie cohérente et claire concernant l’émission vocale ainsi que le mécanisme de la prononciation bouleversant ainsi les usages actuels de l’interprétation de la musique baroque.
Il est de ce fait l’un des rares en France à pouvoir enseigner la déclamation chantée. Sa pratique du continuo l’a très tôt conduit à collaborer avec la quasi-totalité des ensembles baroques français.
Chef de chant du Centre de musique baroque de Versailles de 1993 à 1997, il fonde un ensemble, Almazis, avec lequel il met ses recherches en application. Son étroite collaboration avec Philippe Lénaël a donné des réalisations telles que Zémire & Azor d’André Modeste Grétry, l'Isle des foux d’Egidio Duni, Côté cour côté jardin et les Histoires sacrées de Marc-Antoine Charpentier. Son interprétation de l'opéra comique le Maréchal Ferrant en juillet 2007 lui a valu des critiques sans ambigüité : « ...C’est ainsi qu’il convient d’aborder l’opéra-comique français. » Le Monde de la Musique, Marc Vignal.
Il a dirigé également la recréation des Amants magnifiques de Lully-Molière ainsi que Il combattimento di Tancredi e Clorinda de Monteverdi, les Fables de Jean de La Fontaine etc.
En 2009 il a dirigé Médée de Marc-Antoine Charpentier, ainsi qu’Atys de Jean-Baptiste Lully et en 2010 Le Carnaval de Venise, sur sa propre mise en scène. En 2011 il met en scène et dirige en première recréation mondiale l’opéra comique d'Egidio Duni Les deux Chasseurs & la Laitière.
En 2015 il présente La Lyre Maçonnique à la Péniche Opéra repris en 2016 à la Bibliothèque Nationale de France dans le cadre de l’exposition La franc-maçonnerie.
Avec les Libertines baroques, il signe sa première mise en scène appréciée du public, ainsi que des médias. Il est le premier à avoir présenté un spectacle sur les musiques et textes érotiques du XVIIIe siècle.

## Discographie
- les pièces de clavecin de Pancrace Royer
- les pièces de clavecin de Gaspard Le Roux
- les pièces de clavecin de Jean-François Dandrieu
- les sonates pour clavecin de Giovanni Benedetto Platti
- la transcription des sonates op. 1 d'Antonio Vivaldi
- les petits motets de Nicolas Bernier
- les messes et motets d'Henry Madin
- Cantiques spirituels de Jean Racine par Jean-Noël Marchand
- les cantates sérieuses et comiques de Nicolas Racot de Grandval
- les airs sérieux et à boire de Philippe Courbois
- Blaise le savetier de François-André Danican Philidor
- Les Fables de Jean de La Fontaine mises en musique par Louis-Nicolas Clérambault
- Vasta Reine de Bordélie d'Alexis Piron, (MAG 358.409).
- Sonates en trio pour un clavecin et un violon de Charles-François Clément, (MAG 358.435).
- Jean-Baptiste Rousseau Poésies mises en musique, œuvres des Joseph-Nicolas-Pancrace Royer, Jean-Baptiste Morin, René Drouard du Bousset, (7, 9 & 10 juillet 2020, MAG 358.427).
- L'Isle des Foux  d'Egidio Duni ( 6-8  janvier 2024, MAG-62).